# Soera De Beving
Soera De Beving is een soera van de Koran.
De soera is vernoemd naar de aardbeving in de eerste aya. Op die dag zullen de mensen afzonderlijk verantwoording afleggen voor de bedreven daden.

## Duiding
Deze dag betreft de Dag des oordeels.